# La ciencia y la técnica en el descubrimiento de América
La ciencia y la técnica en el descubrimiento de América es una obra del historiador y matemático Julio Rey Pastor, publicada en castellano en 1945, en Buenos Aires, por la editorial Espasa-Calpe. Trata, aunque 28 años antes, temas parecidos a los del libro de López Piñero: El arte de navegar en la España del Renacimiento.

## Temática
En este libro, Rey Pastor analiza el papel de la ciencia y la técnica en el descubrimiento de América, con especial atención a las contribuciones de disciplinas como la geografía, la cartografía, la náutica y la cosmografía, determinantes para la realización de expediciones transoceánicas, como la de Cristóbal Colón, a quien se entendía en su época por «hombre de ciencia».  La obra revisa la situación científica anterior al descubrimiento y evolución de las técnicas de medida de la latitud y de representación geográfica, destacando cómo estas innovaciones permitieron afrontar los retos de la navegación de la época.  Insiste en la enorme desproporción entre los magníficos resultados de los descubridores y la pobreza de medios de que disponían.
El libro pone de relieve el papel líder de la ciencia española durante el siglo de oro, destacando sus avances en diversos campos, y ofrece una respuesta a la leyenda negra, con el objetivo de reconocer las aportaciones españolas al progreso científico europeo.  Con un enfoque a la vez riguroso y divulgativo, el libro ha sido reconocido por su impacto en el estudio de la ciencia aplicada a la navegación ya la exploración geográfica.  Y el catedrático de la Universidad de Sevilla Antonio de Castro Brzezicki dice ser un libro «de lectura deliciosa». 
Según Rey Pastor, los conocimientos científicos y tecnológicos, aunque rudimentarios, tuvieron un papel fundamental en el éxito del descubrimiento de América. El pensamiento técnico de la época se vio influido por el legado de figuras como Fibonacci, quien introdujo el sistema numérico indoarábigo en Europa, y Roger Bacon, defensor de la experimentación como base del conocimiento científico. Estos saberes hicieron posible el descubrimiento y, al mismo tiempo, impulsaron el desarrollo de la ciencia, poniendo en evidencia la importancia de la técnica en ese proceso histórico. 
Esta visión ha sido compartida por pensadores como Gaston Bachelard y reforzada por figuras como Alexander von Humboldt . Este enfoque permite una revalorización de Colón como observador curioso y sistemático de la naturaleza, tal y como reflejan sus anotaciones. Se aprecia también el paso de una ciencia cualitativa aristotélica a una ciencia renacentista fundamentada en la observación, la medida y la verificación, que después seguirían científicos como Galileo, Kepler y Newton . 
La obra destaca figuras como el Infante Don Enrique de Portugal, que contribuyó al desarrollo de la geografía y las exploraciones por la costa africana. También se menciona Martin Behaim, cosmógrafo alemán que confeccionó el primer globo terráqueo moderno en 1492, a pesar de errores como no incluir el descubrimiento del cabo de Buena Esperanza por Bartolomeu Dias . 
No se conocen ediciones especiales ni traducciones a otros idiomas.  En 1945 se publicó una segunda edición «mejorada y corregida». Una tercera y una cuarta edición fueron publicadas en 1951 y 1970, respectivamente.